# Arthopus brouni
Arthopus brouni is een keversoort uit de familie Ulodidae. De wetenschappelijke naam van de soort is voor het eerst geldig gepubliceerd in 1876 door Sharp.